# 北京工商大学
北京工商大学（Beijing Technology and Business University），简称北工商，是北京市重点建设的高水平研究型大学。1999年6月，由原北京商学院、北京轻工业学院以及机械工业学院合并成立。
北京工商大学在2021年WURI世界大学真实影响力创新大学排名榜中名列第63名。

## 师生概况
北京工商大学现有教职工1641人。
- 其中专任教师1120人。专任教师中，教授266人，副教授523人。现有中国工程院院士6人（含双聘院士2名、兼职教授3名），国家级人才支持计划人选11人，国家杰出青年科学基金获得者4人，国家级百千万人才工程人选5人，国家级人才支持计划青年项目人选5人，国家优秀青年科学基金获得者5人，全国优秀教师1人，享受政府特殊津贴专家14人，北京学者1人，科技部创新人才推进计划中青年科技创新领军人才1人，省部级有突出贡献专家6人，教育部新世纪优秀人才3人，北京市百千万人才工程人选5人，北京市“高创计划”杰出人才1人、教学名师4人、青年拔尖人才3人，北京市高等学校教学名师奖17人、青年教学名师奖5人，北京市人才计划青年项目人选15人，北京市优秀人才培养计划青年拔尖人才3人，北京市科技新星10人，北京市优秀青年骨干教师14人，北京市属高校青年拔尖人才培育计划60人、长城学者10人。[2]

学校在校生1.7万余人。
- 其中博士后43人（含联合培养13人），博士生194人，硕士生3941人，普通本科生12297人，成人本科生419人，留学生234人。[3]

## 学部概况

### 教学校区

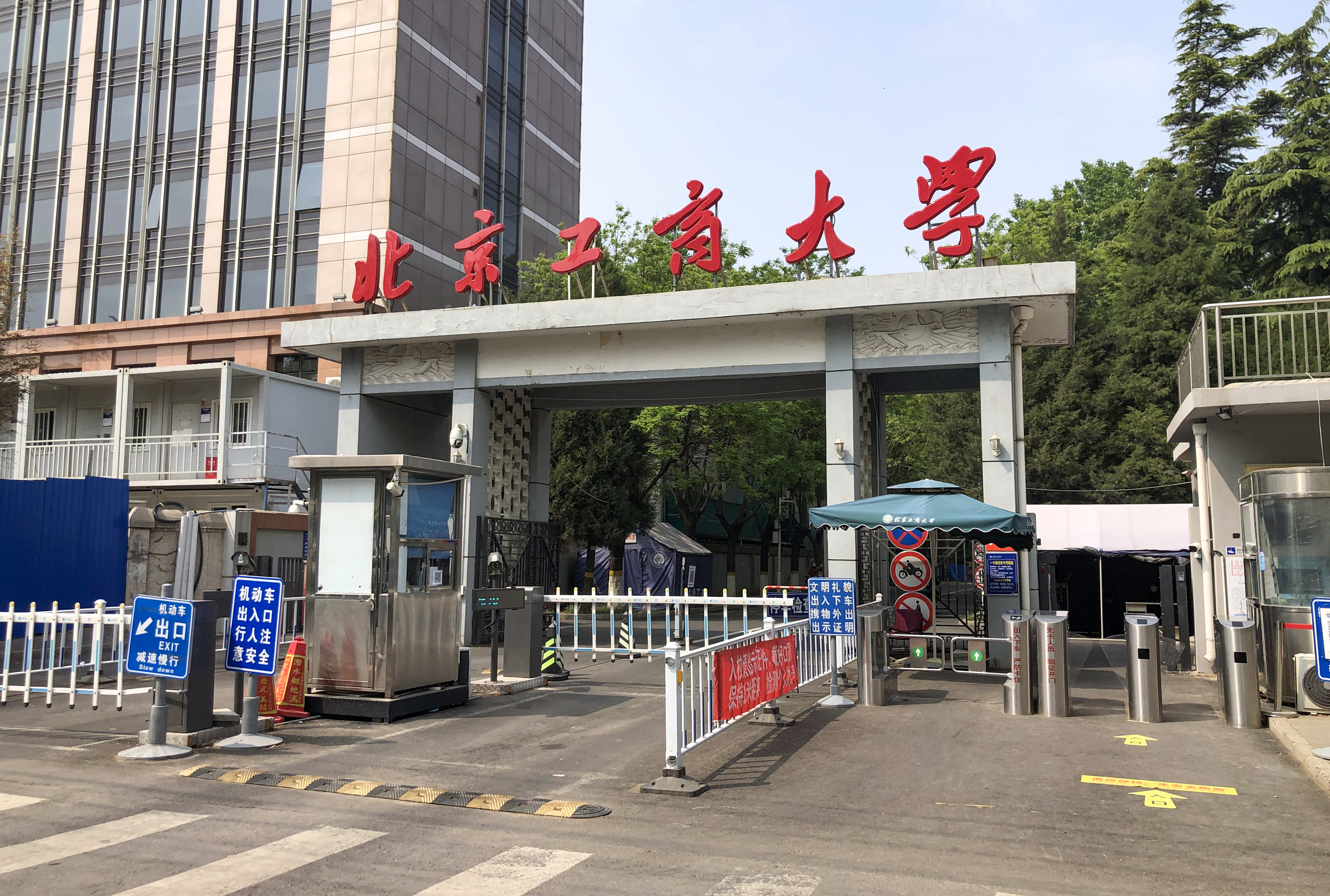
阜成路校区东区南门

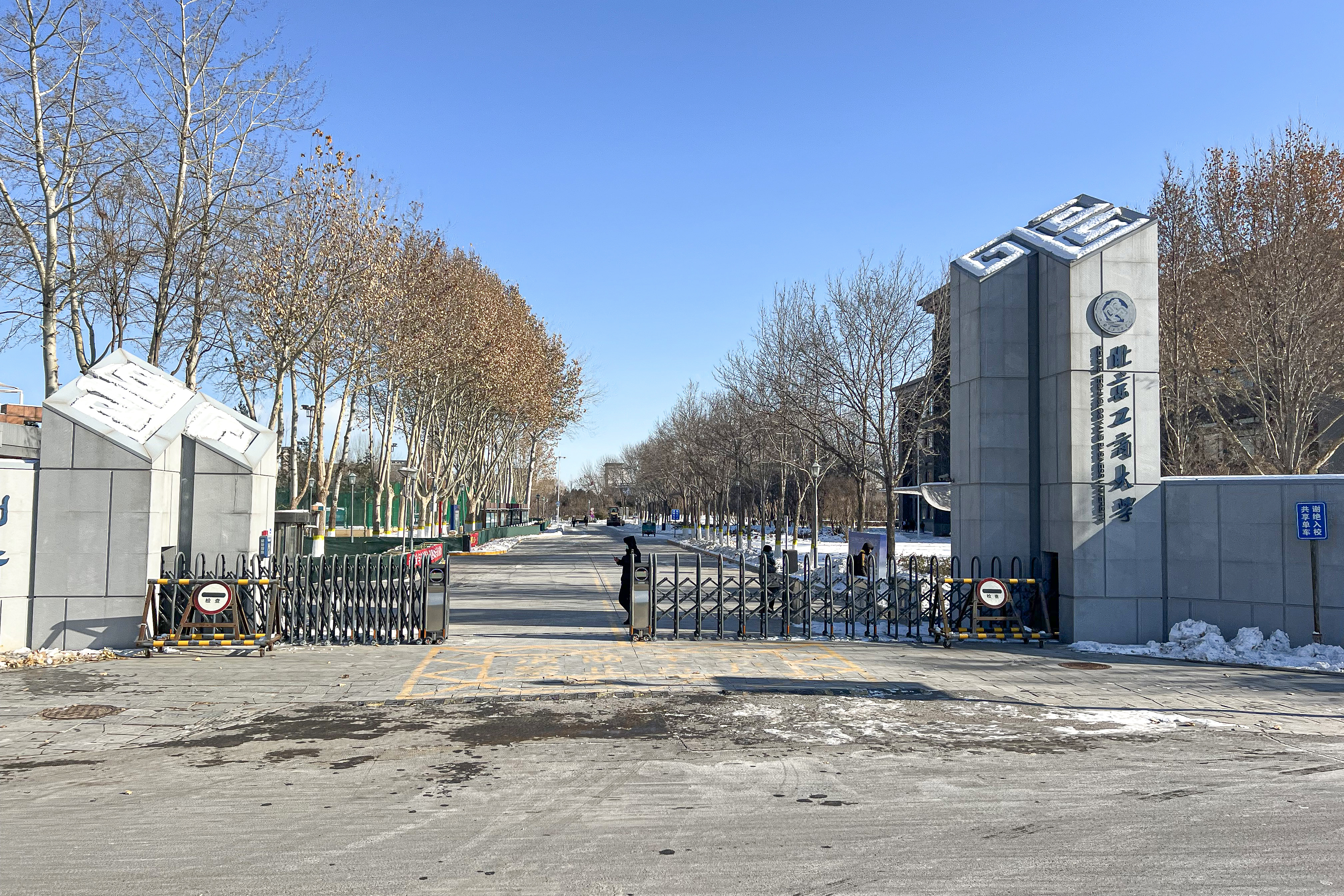
良乡校区教学区西门

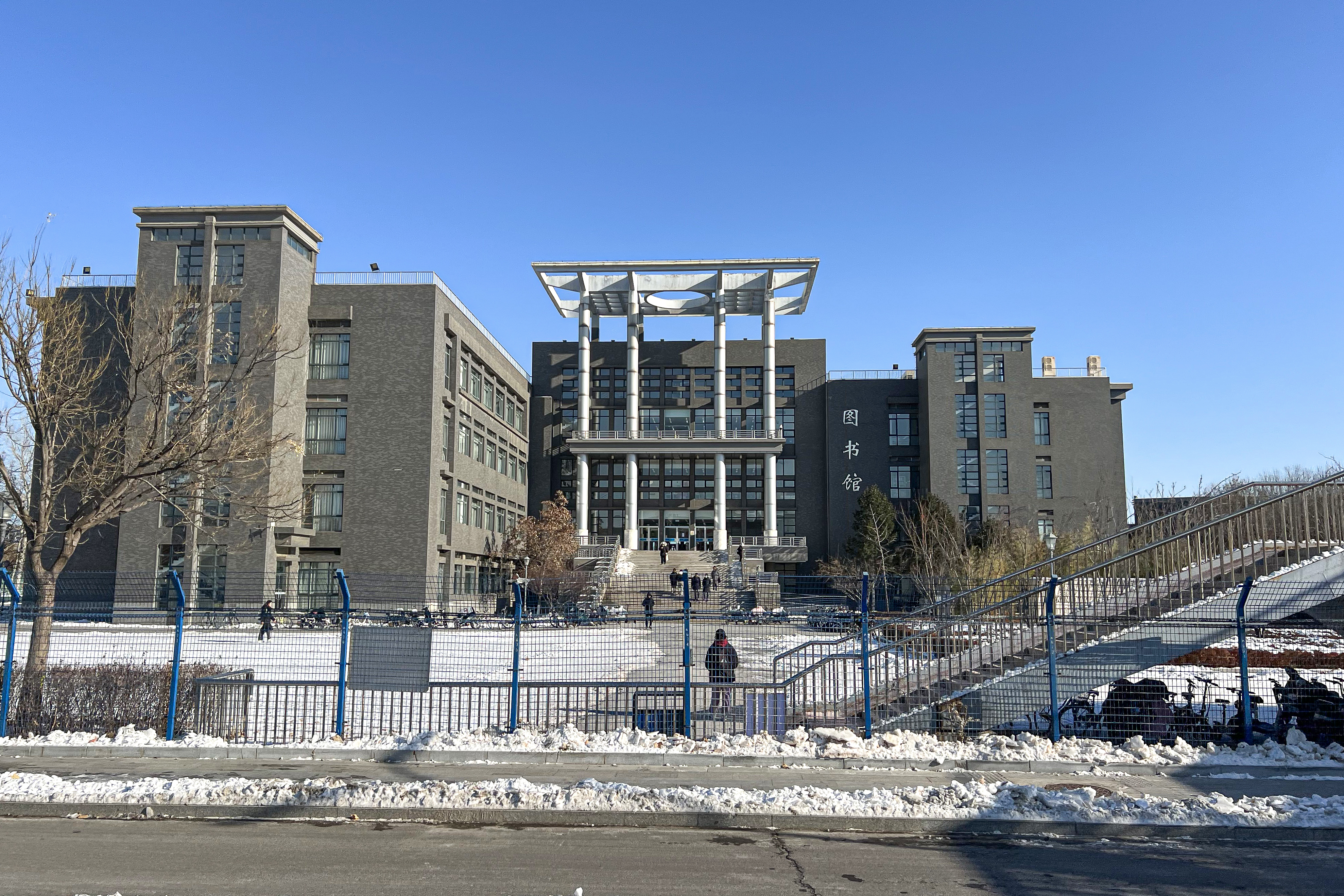
良乡校区图书馆

北京工商大学现有两个校区，分别是：良乡校区，阜成路校区，其中阜成路校区又被阜成路北三街分为东西两区。
北京工商大学位于中心城区的阜成路校区将腾退，正在研究腾退方案。

## 院部设置

### 学部[5]
- 经管学部
  - 经济学院
  - 商学院
  - 数字书院
- 轻工与食品学部
  - 食品与健康学院
  - 轻工科学与工程学院
  - 求真书院
- 数据科学与人工智能学部
  - 数学与统计学院
  - 计算机与人工智能学院（网络空间安全学院）
  - 创新书院
- 人文社科学部
  - 法学院
  - 马克思主义学院
  - 语言与传播学院
  - 设计与艺术学院
  - 体育教学部
- 数字商科实践教学中心
- 轻工食品类基础课实验教学中心
- 国际化妆品学院

### 中外合作学院
工商达留学中心
- 乌克兰基辅国立工艺与设计大学
- 日本AN日本语学校
- 英国中兰开夏大学

### 实践教学单位
文科实践中心
工科实践中心
数字艺术制作中心

### 研究开发机构
植物资源研究开发重点实验室
首都流通业研究基地
轻工业塑料加工应用研究所
北京工商大学食品风味化学实验室
北京工商大学中国化妆品研究中心
食品添加剂与配料北京市高校工程研究中心
北京工商大学中国创业投资研究中心 
北京工商大学证券期货研究所
北京工商大学世界经济研究中心
北京工商大学产业经济研究中心
北京工商大学保险研究中心
北京工商大学财税研究中心

### 学科门类
覆盖理学、工学、文学、法学、经济学、管理学和历史学等7个一级学科。
- 学科设置

现有一级学科博士学位授权点2个，联合培养博士学位授权点1个，一级学科硕士学位授权点16个、硕士专业学位授权点19个（其中工程硕士专业领域7个）、本科专业52个。
- 特色和优势

国家级特色专业：物流管理、金融学、会计学、财务管理、食品科学与工程
北京市重点学科：产业经济学、应用化学、食品科学、会计学
北京市重点建设学科：应用经济学（一级）、会计学、民商法学、环境工程、计算机应用技术、食品科学、材料加工工程、企业管理
北京市品牌建设专业：会计学、金融学、应用化学、自动化、广告学、法学

## 国际合作
- 爱尔兰考克大学，2008年爱尔兰总理布雷恩·考恩访华时正式签署
- 乌克兰基辅国立工业与设计大学，始于原苏联时期
- 英国中兰开夏大学
- 纽西兰梅西大学

## 现任领导[6]
党委书记：沈千帆
校长：郭建华
党委副书记：郭建华、李中奇、宋晓欣
副校长：郑文红、徐丹丹、毛新述、寇红江、邓祥征、刘艳楠
纪委书记：杨红

## 历任领导

#### 历任校长
- 苏志平
- 沈愉
- 谭向勇（2008年3月-2014年9月）
- 孙宝国（2014年9月-2023年6月）
- 郭建华（2023年6月-现在）

#### 历任党委书记
- 林少岩
- 王守法（2001年8月-2007年8月）
- 孙尧东（2007年9月-2014年7月）
- 谭向勇（2014年7月-2019年3月）
- 黄先开（2019年3月-2024年10月）
- 沈千帆（2024年11月-現在）

## 知名校友
- 纪宝成 中国人民大学原校长
- 赵英民 中华人民共和国生态环境部副部长
- 潘蓓蕾 九三学社第十一届中央委员会常委，中国轻工业联合会副会长

## 参看
- 谭向勇
- 大學排名
- 中华人民共和国国家重点实验室列表

## 外部鏈接
- 北京工商大学官方网站（页面存档备份，存于）